# Monopeltis welwitschii
Espèce
Synonymes
- Dalophia welwitschii Gray, 1865

Monopeltis welwitschii est une espèce d'amphisbènes de la famille des Amphisbaenidae.

## Répartition
Cette espèce est endémique d'Angola.

## Publication originale
- Gray, 1865 : A revision of the genera and species of amphisbaenians with the descriptions of some new species now in the collection of the British Museum. Proceedings of the Zoological Society of London vol. 1865, p. 442-455 (texte intégral).